# Осоје (Вареш)
Осоје је насељено мјесто у општини Вареш, Босна и Херцеговина.

## Становништво
|             | 2013.       | 1991.       |
| Укупно      | 27 (100,0%) | 66 (100,0%) |
| Хрвати      | 24 (88,89%) | 46 (69,70%) |
| Босанци     | 3 (11,11%)  | –           |
| Југословени | –           | 13 (19,70%) |
| Остали      | –           | 5 (7,576%)  |
| Срби        | –           | 2 (3,030%)  |
| Бошњаци     | –           | 0 (0,000%)1 |

1. 1 На пописима од 1971. до 1991. Бошњаци су пописивани углавном као Муслимани.